# Export-Import Bank of the United States

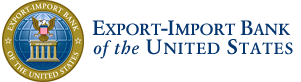

O Export-Import Bank of the United States (Ex-Im Bank) é a agência de créditos oficial do governo federal estado-unidense. Ela funciona relativa autonomia do governo ainda que vinculada ao executivo.
Foi estabelecida pelo congresso a 2 de fevereiro de 1934 com o intuito de financiar e garantir compras de mercadorias estado-unidense para clientes incapazes ou não-desejosos de aceitar os riscos do crédito numa época em que os investimentos privados se retraíam.
O capital desta agência provinha de uma organização estatal, a Reconstruction Finance Corporation.